# アントニオ・カルロス・ダ・シルバ
アントニオ・カルロス・ダ・シルバ（Antonio Carlos da Silva、1952年8月24日-）は、ブラジル出身のサッカー指導者。

## 来歴
1995年のJリーグ横浜フリューゲルスの監督を1stステージ第15節から務めた。
自らの監督時代は通算16勝22敗と十分な結果には恵まれなかったが、若手を積極的に起用して育てることに努めた。
2007年現在、サンパウロ下部組織のスタッフとして活躍していた（広島国際ユースサッカー内の過去参加チーム内、サンパウロユーススタッフ内に名前がある）。

## 指導経歴
- サンパウロFC（ブラジル）： 助監督
- 静岡学園高校： コーチ
- 横浜フリューゲルス： コーチ　1995（1stステージ第14節まで）
- 横浜フリューゲルス： 監督　1995（1stステージ第15節以降及び2ndステージ）
- 清水エスパルス： サテライト監督　1996